# Митил
Митил (грч. МИТYΛОΣ) је био Илирски краљ из III века п. н. е. (владао од 270. п. н. е.). Познат је као други илирски краљ који је ковао свој новац, око десет година након Монуниуса (владао око 300-280. године п. н. е.). . Могуће је да је Митил био Монунов син.
Свој новац ковао је у Дyрхакиуму (данашњи Драч у Албанији). Могуће да је столовао и у Билису (западно од данашње Валоне). Примерци овог илирског новца чувају се у Археолошком музеју у Загребу, Хрватска. Бронзани новчић има на аверсу утиснуту Хераклову главу а на реверсу се налазе приказани Хераклови атрибути: тоболац, лук и буздован са ријечима БАΣИΛЕΩΣ - базилеус, краљ и МИТYΛОY.
Забележено је да се Александар II из Епира успeо одбранити од напада војске Митилa. Митил је припадао племену Дарданци које је у дато време доживљавало ескпанзију и сматра се да је он имао важнију улогу од обичног племенског вође. Наиме, Дарданци су успели остварити контролу над Таулантима и ширити своје територије на север, у долини река Морава и Нишава и исток, према Пеонији.